# 655

## Esdeveniments
Països Catalans
Món
- Del 2 al 24 de novembre - Toledo: IX Concili de Toledo
- La regió de Mèrcia es converteix al cristianisme
- Victòria dels àrabs contra l'Imperi Romà d'Orient en la batalla dels Pals
- IX Concili de Toledo

## Naixements
Països Catalans
Món
- Tolosa: Hubert de Lieja, bisbe del Lieja de 705 a 727

## Necrològiques
Països Catalans
Món
- Papa Martí I